# Episodi di Better Call Saul (sesta stagione)
La sesta e ultima stagione della serie televisiva Better Call Saul, composta da tredici episodi, è stata trasmessa in prima visione negli Stati Uniti d'America dall'emittente AMC dal 18 aprile al 15 agosto 2022. La stagione è stata divisa in due parti, separate da una pausa di sette settimane.
In Italia la stagione è stata pubblicata su Netflix, con un episodio a settimana a partire dal giorno successivo alla messa in onda americana.
| nº            | Titolo originale    | Titolo italiano        | Prima TV USA   | Pubblicazione Italia |
| Prima parte   | Prima parte         | Prima parte            | Prima parte    | Prima parte          |
| ------------- | ------------------- | ---------------------- | -------------- | -------------------- |
| 1             | Wine and Roses      | Vino e rose            | 18 aprile 2022 | 19 aprile 2022       |
| 2             | Carrot and Stick    | Carota e bastone       | 18 aprile 2022 | 19 aprile 2022       |
| 3             | Rock and Hard Place | Incudine e martello    | 25 aprile 2022 | 26 aprile 2022       |
| 4             | Hit and Run         | Colpisci e scappa      | 2 maggio 2022  | 3 maggio 2022        |
| 5             | Black and Blue      | Nero e blu             | 9 maggio 2022  | 10 maggio 2022       |
| 6             | Axe and Grind       | Basta un imprevisto    | 16 maggio 2022 | 17 maggio 2022       |
| 7             | Plan and Execution  | Piano ed esecuzione    | 23 maggio 2022 | 24 maggio 2022       |
| Seconda parte |                     |                        |                |                      |
| 8             | Point and Shoot     | Punta e spara          | 11 luglio 2022 | 12 luglio 2022       |
| 9             | Fun and Games       | Divertimento           | 18 luglio 2022 | 19 luglio 2022       |
| 10            | Nippy               | Nippy                  | 25 luglio 2022 | 26 luglio 2022       |
| 11            | Breaking Bad        | Breaking Bad           | 1º agosto 2022 | 2 agosto 2022        |
| 12            | Waterworks          | Impianto d'irrigazione | 8 agosto 2022  | 9 agosto 2022        |
| 13            | Saul Gone           | Conviene salutare Saul | 15 agosto 2022 | 16 agosto 2022       |

## Vino e rose
- Titolo originale: Wine and Roses
- Diretto da: Michael Morris
- Scritto da: Peter Gould

### Trama
Il flashforward di inizio stagione, a differenza delle cinque precedenti, non è in bianco e nero e non si concentra sulla vita di Saul Goodman sotto la falsa identità di Gene Takavic. Vengono invece mostrati degli operai intenti a sgomberare la lussuosa magione di Saul qualche mese dopo la sua fuga da Albuquerque. L'abitazione, ricca di ogni tipo di eccessi, viene svuotata di ogni cosa, eppure un oggetto sfugge all'occhio dei dipendenti e finisce sul bordo del marciapiede: il tappo di Zafiro Añejo che Jimmy e Kim condividevano come souvenir di una serata.
Nel 2004, Nacho scappa dalla villa di Lalo in Messico e si dirige verso il confine con gli Stati Uniti. Il mattino seguente Nacho riceve la chiamata di Tyrus, che gli dice che l'agguato è riuscito e gli ordina di continuare verso nord senza farsi vedere, mentre gli verrà preparato un posto dove nascondersi. Intanto Lalo, sfuggito all'assassinio, arriva a casa di una coppia di contadini del posto, dove viene curato dalle ferite. Mentre fa colazione, Lalo consiglia all'uomo, al quale tempo prima aveva pagato la chirurgia dentale, di rasarsi mantenendo baffi e mosca; poco dopo Lalo li uccide entrambi.
Più tardi, i gemelli Marco e Leonel Salamanca arrivano nella villa di Lalo, trovandovi la polizia federale messicana alle prese con i rilievi. Trattati con deferente timore dai federali, i due vengono condotti sulla scena del crimine, dove viene loro mostrato un corpo carbonizzato, che essi identificano subito come quello del loro cugino. In realtà, si tratta del cadavere del contadino che Lalo, sfruttando la loro somiglianza, ha portato lì, appiccando poi un incendio prima dell'arrivo della polizia, per far credere a tutti di essere morto. Intanto Juan Bolsa informa Gus Fring dell'assassinio di Lalo e del tradimento di Nacho, ora ricercato dal cartello e dai federali messicani. Conclusa la chiamata, Gus esprime a Mike i suoi dubbi sull'effettivo successo dell'operazione, vista la morte di tutti i sicari, ed elude la richiesta di Mike di occuparsi del destino di Nacho.
Jimmy e Kim tornano a casa dall'albergo. In tribunale, Saul viene fermato dalla procuratrice del caso di Lalo, Gina Khalil, la quale gli rinfaccia di avere scoperto che l'indirizzo, l'identità e pure la famiglia di Jorge de Guzmán (il nome falso usato appunto da Lalo) sono fittizi, intimandogli di presentarsi con lei dal giudice per modificare i termini del suo rilascio su cauzione. Saul si dice all'oscuro di tutto e rifiuta di presentarsi dal giudice, dato che devono trascorrere 48 ore prima che l'imputato libero su cauzione possa essere dichiarato irreperibile, ma si lascia sfuggire il nome di Lalo, insospettendo la procuratrice e il detective Robbins. A cena, Kim parla con Jimmy della prima mossa da fare nel piano contro Howard per screditarlo e fare in modo che Cliff Main chiuda subito l'accordo con la Sandpiper pur di sganciarsi da lui; Jimmy inizialmente è riluttante ma, per non deludere la moglie, accetta di seguirla.
Nel frattempo, in Messico, Nacho raggiunge il motel indicatogli da Tyrus e si chiude nella sua stanza, dove trova del denaro e una pistola, in attesa che gli venga organizzato il viaggio per proseguire verso nord.
Il giorno dopo, Jimmy e Kim si recano a un golf club dove Howard e Cliff Main stanno giocando. Mentre Kim resta a sorvegliare i due, Jimmy entra nell'edificio per una visita come aspirante membro, ma viene subito visto da Kevin Watchell, anch'egli membro del club, che, dati i loro trascorsi burrascosi, con una scusa lo fa cacciare. Jimmy fa quindi una scenata, accusando il club di antisemitismo (in quanto la sua nuova identità di Saul Goodman dovrebbe essere di origine ebrea), e in questo modo ottiene almeno il permesso di usare il bagno; da qui, con uno stratagemma riesce a introdursi negli spogliatoi e infilare una bustina di apparente cocaina (in realtà borotalco) nell'armadietto di Howard. Finita la partita, Howard apre l'armadio e la bustina cade a terra, venendo notata da Clifford; Howard, chiaramente a disagio, dice di non saperne assolutamente niente e i due liquidano l'episodio come responsabilità di qualcuno dello staff, ma Cliff rimane sospettoso e stupito.
Lalo, in procinto di mettersi in viaggio con un gruppo di clandestini per attraversare il confine tra il Messico e gli Stati Uniti, chiama lo zio Héctor per dirgli di essere ancora vivo e di essere certo che il mandante dell'attacco a casa sua sia Gus. Comunicando con il campanello, Héctor consiglia però a Lalo di cercare una prova che inchiodi Gus, piuttosto che tentare subito di ucciderlo senza l'appoggio dei boss. Lalo ha un'idea in proposito e decide così di tornare indietro, non prima di aver ucciso gli autisti del furgone clandestino che non volevano restituirgli il denaro per il servizio di trasporto.
- Guest star: Mark Margolis (Hector Salamanca), Ed Begley Jr. (Clifford Main), Javier Grajeda (Juan Bolsa), Ray Campbell (Tyrus Kitt), Rex Linn (Kevin Wachtell), Nigel Gibbs (detective Roberts), Saidah Arrika Ekulona (Gina Khalil), Luis Moncada (Marco Salamanca), Daniel Moncada (Leonel Salamanca), James Urbaniak (Norm Wakely), Rosemary Dominguez (Sylvia Ramos).

## Carota e bastone
- Titolo originale: Carrot and Stick
- Diretto da: Vince Gilligan
- Scritto da: Thomas Schnauz e Ariel Levine

### Trama
Mike e altri due uomini di Gus si recano a casa di Nacho, mandano via le sue due ragazze ordinando loro di lasciare la città, e poi scassinano la sua cassaforte sostituendola con una uguale. Mike trova le due false carte d'identità canadesi che Nacho aveva preparato per sé e il padre, porta via quella del padre, dopodiché rimette tutto il contenuto nella nuova cassaforte, aggiungendoci una busta chiusa.
Jimmy e Kim cercano un modo per far sì che Clifford Main si convinca che Howard sia un cocainomane. Jimmy si reca presso l'ufficio di assistenza fiscale gestito dai coniugi Kettleman, impegnati a ricostruire la loro vita dopo che Craig ha scontato la condanna per peculato in carcere. La moglie Betsy non gradisce la presenza dell'avvocato, a suo giudizio colpevole di aver mandato il marito in prigione e averli rovinati, ma Jimmy prospetta loro di far revocare la condanna di Craig grazie a una causa civile contro la HHM per assistenza legale inadeguata, dovuta all'uso di droga di Howard. Prima di spiegare, Jimmy fa firmare ai Kettleman una lettera di incarico per assicurarsi che la causa non finisca poi nella mani di altri avvocati, citando deliberatamente Clifford Main. Subito dopo, però, i due licenziano Jimmy, che si finge rabbioso ma va via soddisfatto, avendo centrato il suo obiettivo.
Infatti, come previsto, i Kettleman si recano presso la Davis & Main per ottenere la loro rappresentanza, raccontando della presunta tossicodipendenza di Howard. Cliff però rifiuta il mandato e sconsiglia loro di fare altre mosse, in quanto il proscioglimento è pressoché impossibile anche in caso di veridicità delle loro accuse, alle quali dice comunque di non credere. Tuttavia, una volta rimasto solo, Cliff si mostra di nuovo turbato.
Gus Fring si reca con Bolsa alla casa di riposo di Hector, a cui fa le condoglianze per la morte del nipote Lalo. I due offrono il loro supporto e promettono di aiutare la famiglia Salamanca a vendicarsi, cercando i responsabili. Hector, che sa che l'assassinio del nipote è fallito, sta al gioco e tende la mano a Gus guardandolo negli occhi: da questa inconsueta reazione conciliante, Gus intuisce che Lalo sia ancora vivo.
Bolsa e alcuni suoi uomini entrano in casa di Nacho, frugano dappertutto e aprono la cassaforte, dove trovano anche la busta lasciata da Mike, in cui Bolsa trova un estratto conto di una banca peruviana con un numero di telefono annotato a mano; Bolsa scopre subito essere del motel messicano in cui Nacho si sta nascondendo. La mattina dopo, un irrequieto Nacho continua a scrutare dalla finestra della sua stanza e scopre che qualcuno, in un edificio di fronte, lo sta spiando. Decide quindi di uscire da un finestrino sul retro, si intrufola nel vicino edificio e sorprende chi lo stava spiando. Interrogato, l'uomo dice a Nacho di non sapere per chi sta lavorando, ricevendo istruzioni solo via telefono, e che il suo compito è di annotare e segnalare solo tutti i suoi movimenti. Nacho allora chiama Tyrus e gli dice di aver deciso di scappare per conto proprio senza più aspettare. Subito dopo, il telefono della guardia squilla e Nacho capisce di essere stato abbandonato da Gus.
Tramortito l'uomo, Nacho cerca di rubare un camioncino; proprio allora arrivano alcuni uomini del cartello guidati dai cugini Salamanca, che vogliono catturarlo vivo. Nacho riesce però a mettere in moto il veicolo e si fa strada sparando, per poi sfondare il posto di blocco formato dalle auto del cartello, senza essere ucciso dal fuoco di sbarramento.
Il giorno dopo Mike e Tyrus fanno il punto con Gus sulla fuga di Nacho e l'incognita Lalo, per la quale Fring ha organizzato una vasta operazione di sorveglianza in tutti i luoghi del Nuovo Messico in cui il messicano potrebbe farsi vivo. Mike però è convinto che Lalo non abbia intenzione di uccidere Gus, ma piuttosto di trovare una prova per incastrarlo davanti ai boss, mettendo le mani su Nacho con l'obiettivo di farlo parlare. Mike quindi suggerisce di andare a salvare Nacho prima che venga catturato, ma Gus lo ignora e ordina di andare a prendere il padre di Nacho. Mike si oppone, ribellandosi apertamente, e Tyrus gli punta la pistola, ma proprio in quel momento arriva una chiamata da Nacho, a cui Mike risponde.
Jimmy riceve una chiamata da Betsy Kettleman e il giorno seguente si reca con Kim al loro ufficio. La coppia accusa McGill di averli usati solo per rovinare la reputazione di Howard Hamlin, facendo credere loro di avere una nuova chance giudiziaria. Jimmy offre dei soldi ai due per risolvere la questione, ma questi rifiutano e chiedono all'avvocato di rispettare la promessa originale e aiutarli a prosciogliere l'ex-tesoriere, altrimenti informeranno Howard della faccenda. A quel punto, Kim interviene e chiama l'IRS, segnalando l'ufficio per frode fiscale: i Kettleman, infatti, modificano le dichiarazioni dei redditi dei loro clienti, trattenendo la differenza del rimborso delle tasse. Ormai nel panico, Betsy prende il telefono e riaggancia supplicando Kim, che quindi ordina ai due di rimborsare i loro clienti e di non parlare più della faccenda Howard. Impietosito, Jimmy lascia comunque il denaro ai due e va via con Kim. Subito dopo, una macchina nera li segue.
- Guest star: Ed Begley Jr. (Clifford Main), Javier Grajeda (Juan Bolsa), Ray Campbell (Tyrus Kitt), Jeremiah Bitsui (Victor), Julie Ann Emery (Betsy Kettleman), Jeremy Shamos (Craig Kettleman), Jessie Ennis (Erin Brill), Luis Moncada (Marco Salamanca), Daniel Moncada (Leonel Salamanca), Katerina Tannenbaum (Amber), Poppy Liu (Jo).

## Incudine e martello
- Titolo originale: Rock and Hard Place
- Diretto da: Gordon Smith
- Scritto da: Gordon Smith

### Trama
Fuggito dalla sparatoria al motel e con le ruote a terra, Nacho abbandona il pick-up e si nasconde all'interno di un carro-cisterna abbandonato in un campo, da dove riesce ad avere la visuale libera. Poco dopo, sulle tracce del fuggitivo, giungono sul posto i cugini Salamanca e notando il veicolo si avvicinano allo stesso. Nacho è così costretto a immergersi completamente nel petrolio residuo sul fondo, riuscendo a sfuggire per un soffio alla cattura dei Salamanca, sviati dalla presenza di altre tracce. 
Il mattino seguente, raggiunge un'officina di riparazione auto, dove si lava e telefona a suo padre ad Albuquerque per chiedergli come sta: Nacho non riesce a trattenere l'emozione, quindi l'uomo intuisce che qualcosa non va e gli suggerisce ancora di rivolgersi alla polizia. Salutato il padre, scoppia in lacrime ben consapevole che non avrà mai più la possibilità di parlare con lui. Subito dopo chiama Mike, in quel mentre impegnato proprio nella discussione con Gus e Tyrus sul padre di Nacho, e gli rinfaccia di averlo mandato in una missione suicida in Messico, ben sapendo che il piano non prevedeva che riuscisse a uscire vivo dal motel; Nacho chiede quindi di parlare con Gus, al quale dice di essere consapevole del fatto che il cileno vuole la sua morte per evitare che il cartello sospetti di lui. Nacho quindi accetta di consegnarsi, ma ottiene da Gus la protezione per il padre e la certezza che Mike impedirà qualsiasi ritorsione nei suoi confronti.
Nel frattempo, la procuratrice Ericsen avverte Kim di nutrire forti sospetti sul coinvolgimento diretto di Saul nelle questioni del cartello, dopo aver scoperto tutte le falsità architettate per coprire la vera identità di Lalo, anche se per il momento non c'è alcuna prova per procedere a suo carico. La procuratrice suggerisce quindi a Kim che, se Saul fosse stato costretto a rappresentare Lalo, allora non sarebbe più tenuto al segreto professionale, potendo così aiutare la giustizia a far luce sugli affari dei Salamanca nel Nuovo Messico. Kim non collabora, ricordando i precedenti attriti tra i due, e la sera stessa riferisce al marito della faccenda. Intanto Jimmy, con l'aiuto di Huell e di un fabbro, è riuscito a rubare le chiavi dell'auto di Howard nel garage della HHM e a farne rapidamente una copia.
Nacho viene recuperato dagli uomini di Gus. Mike condivide un ultimo bicchiere con lui e poi procede con il piano di Gus: il ragazzo viene picchiato a sangue, per simulare la sua cattura, e poi viene preparato per essere condotto nel deserto, dove verrà prima interrogato da Bolsa e dai Salamanca, e poi giustiziato. L'accordo stretto fra Gus e Nacho prevede che quest'ultimo confessi di essere la talpa di Alvarez, dei Los Odios peruviani, per essere poi freddato dagli stessi uomini di Gus, dopo un finto tentativo di fuga, evitandogli in tal modo le sicure torture dei Salamanca. 
Mike si nasconde su un'altura, tenendosi pronto con un fucile di precisione in caso di imprevisti, mentre gli altri giungono nel luogo dell'incontro. Bolsa obbliga Nacho a confessare il tradimento e quest'ultimo, dopo qualche tentennamento, si addossa le false colpe della strage alla villa di Lalo, ma poi ammette il suo sincero disprezzo nei confronti dei Salamanca e confessa anche di essere stato lui l'artefice del malore di Hector, avendo sostituito i suoi farmaci. Poi, usando un pezzo di vetro che teneva nascosto nel pugno, si libera e sottrae a Bolsa la sua pistola, ma, anziché aspettare di essere freddato dagli uomini di Gus come concordato, si spara un colpo alla testa. Fring abbandona il campo, così come Mike, rimasto colpito dalla scelta di Nacho, mentre i cugini Salamanca danno allo zio Hector la soddisfazione di vendicarsi, facendolo sparare ripetutamente sul cadavere dell'ex-uomo di Tuco.
- Guest star: Mark Margolis (Hector Salamanca), Javier Grajeda (Juan Bolsa), Ray Campbell (Tyrus Kitt), Lavell Crawford (Huell Babineaux), Jeremiah Bitsui (Victor), Luis Moncada (Marco Salamanca), Daniel Moncada (Leonel Salamanca), Juan Carlos Cantu (Manuel Varga), Julie Pearl (Suzanne Ericsen).

## Colpisci e scappa
- Titolo originale: Hit and Run
- Diretto da: Rhea Seehorn
- Scritto da: Ann Cherkis

### Trama
La signora e il signor Ryman tornano a casa dopo aver attraversato in bicicletta un sobborgo di Albuquerque. La casa si rivela essere la base operativa di Gus Fring. Egli infatti utilizza un tunnel per entrare nella casa dei Ryman, da cui supervisiona una vasta operazione di sorveglianza nei confronti di Lalo Salamanca ad Albuquerque. Mike Ehrmantraut lo informa che non è stata trovata alcuna pista, ma Gus insiste che Lalo sia vivo.
Mentre Howard Hamlin è in seduta dal suo analista, Saul usa il duplicato della chiave per prendere la sua auto. Il piano prevede che Jimmy, travestito da Howard, sbatta fuori dall'auto Wendy, una prostituta ingaggiata appositamente, davanti a un locale dove Kim si sta intrattenendo con Clifford Main, allo scopo di minare ulteriormente la reputazione di Howard agli occhi del collega, instillando anche il sospetto che Howard sia solito intrattenersi con prostitute. Terminata l'operazione, Jimmy torna per rimettere l'auto dov'era stata parcheggiata da Howard, ma trova il parcheggio occupato. Ricorrendo a uno stratagemma riesce a non farsi scoprire per un pelo, proprio mentre Howard esce dall'appuntamento.
Kim riaccompagna Wendy al suo motel e la donna si lamenta della presenza di un'auto nelle vicinanze, che crede essere della polizia sotto copertura. Kim nota poi che quella stessa auto la sta seguendo. Mentre incontra dei clienti pro bono a El Camino Dining Room, Kim riconosce nuovamente l'auto e decide di affrontarne i passeggeri, senza però ricavare niente. Tornata nel locale, viene quindi avvicinata da Mike, che le rivela che quegli uomini lavorano per lui, che Lalo potrebbe essere ancora vivo e che quindi sta facendo sorvegliare chiunque Lalo possa contattare. Kim intuisce che Mike sia l'uomo che ha salvato la vita a Jimmy nel deserto e gli chiede perché l'abbia detto a lei e non a Jimmy. Mike le risponde che lei ha "la pelle molto più dura". Mentre se ne va, lei lo riconosce come l'ex-casellante del parcheggio del tribunale.
Nel frattempo, Jimmy nota di essere diventato inviso a tutti in tribunale e il procuratore Bill Oakley gli spiega il motivo: è riuscito a far scarcerare Lalo Salamanca ricorrendo a una serie di sotterfugi con cui ha ingannato giudice e procura. Jimmy scopre successivamente che la sua difesa di Lalo lo ha pure reso molto popolare tra i criminali locali, che ora vogliono farsi rappresentare da Saul Goodman, "l'uomo dei Salamanca". La signora Nguyen sfratta Jimmy dal suo salone a causa della sua clientela così malfamata, che ormai staziona sempre lì. La sera, scossa dalla possibilità che Lalo sia ancora vivo, Kim incontra Jimmy in una potenziale sede del suo nuovo ufficio. Nonostante la scarsa pulizia e manutenzione del locale, Kim approva, dato che si trova molto vicino al tribunale e alle agenzie di cauzioni. Lei e Jimmy vanno infine a cena, ma Kim decide di non riferirgli nulla dell'incontro con Mike.
- Guest star: Ed Begley Jr. (Clifford Main), David Ury (Schizzo), Peter Diseth (Bill Oakley), Julia Minesci (Wendy), Eileen Fogarty (Signora Nguyen), Victor Rivas Rivers (Psicologo).

## Nero e blu
- Titolo originale: Black and Blue
- Diretto da: Melissa Bernstein
- Scritto da: Alison Tatlock

### Trama
Kim continua a nascondere a Jimmy la notizia che Lalo è probabilmente ancora vivo. Jimmy ormai attira una clientela sempre più vasta e convince Francesca Liddy a lavorare nuovamente per lui come segretaria. Nel frattempo, Kim incontra Viola Goto, la sua ex assistente legale, per scusarsi di aver lasciato bruscamente lo studio Schweikart & Cokely senza avvisarla e lei le rivela quanto ammiri il suo lavoro pro bono. In realtà, l'incontro è uno stratagemma che Kim usa per farsi rivelare l'identità dell'arbitro scelto dalle parti come mediatore nella negoziazione del caso Sandpiper.
Howard Hamlin, Clifford Main ed Erin Brill sono alle prese con alcuni clienti della Sandpiper, che non vogliono più aspettare per accordarsi con la controparte, ma Howard riesce a convincerli a non patteggiare ancora la causa. In seguito, nel parcheggio, Cliff, sebbene compiaciuto per l'operato di Howard, decide di parlargli apertamente in merito al suo presunto uso di droghe e alle sue frequentazioni poco raccomandabili, ma Howard ha già capito che Jimmy lo sta sabotando e spiega la cosa al collega. Decide così di regolare i conti, dando a Jimmy appuntamento in una palestra di boxe, dove lo sfida a combattere. Jimmy inizialmente rifiuta di salire sul ring, ma alla fine cambia idea. Dopo qualche colpo a segno da entrambe le parti, Howard manda Jimmy al tappeto con un gancio in pieno volto, e gli dice di sperare che questo ponga fine alle sue molestie una volta per tutte. Dopo aver lasciato la palestra, Howard dice al suo investigatore privato di iniziare a sorvegliarlo. Jimmy, rientrato a casa, mette in dubbio il suo giudizio per aver accettato la sfida di Howard, ma Kim lo rassicura che il loro piano per mandarlo in rovina sta procedendo come previsto.
La ferma convinzione di Gus Fring che Lalo sia vivo gli causa insonnia e distrazioni sul lavoro. Mike e Gus visitano il cantiere del futuro laboratorio di metanfetamine, che Gus ispeziona attentamente, prima di nascondere una pistola nei cingoli di un escavatore. 
Intanto, giunto in Germania, Lalo sotto falso nome riesce ad avvicinare in un bar la vedova di Werner Ziegler, Margarethe, e durante la conversazione cerca di ottenere in qualche modo informazioni sul lavoro svolto dal marito in Nuovo Messico. Margarethe, però, non ne sa nulla e crede che Werner sia morto per salvare la sua squadra da un crollo, come riferitole dagli avvocati del committente, cui ha pure consegnato tutto il materiale su quel lavoro che c'era ancora in casa, senza avere alcun sospetto sulla vera ragione della morte del marito. I due trascorrono insieme una piacevole serata e Margarethe appare quasi sedotta da Lalo, ma, giunti sotto casa di lei, la donna lo saluta, dovendo svegliarsi presto per lavoro. Il mattino dopo, approfittando della casa libera, Lalo si introduce quindi nell'abitazione, con la speranza di trovare comunque qualcosa di utile, e infatti si imbatte in una piccola scultura, regalata a Ziegler dai ragazzi della sua squadra, prendendo nota dell'etichetta attaccata sotto la base. In quel momento Margarethe rientra inaspettatamente in casa per recuperare il cellulare e, insospettita dall'insistente abbaiare del cane, sale al piano superiore, ma Lalo riesce a fuggire dall'abitazione prima di essere scoperto.
- Guest Star: Ed Begley Jr. (Clifford Main), Jessie Ennis (Erin Brill), Tina Parker (Francesca Liddy), Keiko Agena (Viola Goto), Harrison Thomas (Lyle), Andrea Sooch (Margarethe Ziegler), Lennie Loftin (Genidowski).

## Basta un imprevisto
- Titolo originale: Axe and Grind
- Diretto da: Giancarlo Esposito
- Scritto da: Ariel Levine

### Trama
Nel prologo, una Kim ragazzina è sorpresa da un negoziante a rubare della bigiotteria; la madre la riprende duramente di fronte al titolare, che decide di non chiamare la polizia e di non accettare nemmeno il risarcimento monetario della signora. Tuttavia, quando le due escono dal negozio, la madre scoppia in una risata sarcastica per come è riuscita a imbrogliare il venditore, avendo pure rubato a sua volta della bigiotteria, mentre Kim appare contrariata.
Howard, impegnato nella routine mattutina, assicura alla moglie che la faccenda con Jimmy McGill si risolverà a breve: in effetti, l'investigatore da lui assoldato, Genidowski, tiene Jimmy sotto stretta sorveglianza, prendendo nota di tutti i suoi spostamenti, con tanto di documentazione fotografica che consegna regolarmente ad Howard; in particolare, le ultime foto scattate ritraggono Jimmy con una busta, in cui l'investigatore è convinto che il sorvegliato abbia inserito 20 000 dollari in contanti appena prelevati in banca. Nel frattempo, Jimmy e Kim si recano dal veterinario Caldera, che confessa loro di volersi ritirare dalla sua illecita attività parallela e mostra a Jimmy il suo "libro nero" (ovvero un taccuino con il suo parco contatti, scritto in modo criptato) all'interno del quale si scorge, fra gli altri, il contatto dell'Estrattore. Il motivo della visita a Caldera è l'acquisto di un liquido eccitante in grado di produrre in chi ne viene a contatto alcuni degli effetti superficiali della cocaina; dopodiché Jimmy assolda la consueta troupe di cineasti, con un attore di mezza età, per un nuovo progetto. 
Kim riceve quindi da Clifford Main un invito a un incontro a Santa Fe per entrare a far parte di un'associazione che si batte, come lei, per un sistema giudiziario più equo e accessibile a tutti; malgrado l'appuntamento sia fissato nello stesso giorno in cui è previsto che lei e Jimmy mettano in atto il loro piano per sabotare Howard, Kim decide di accettare, spinta anche da un entusiasta Jimmy, sicuro di poter portare a termine da solo la missione. 
Mentre Mike ha un diverbio con Tyrus, che vorrebbe togliere uomini dalla sorveglianza della sua famiglia, ottenendo il suo netto rifiuto, in Germania Lalo, grazie all'etichetta della scultura trovata in casa di Ziegler, è riuscito a rintracciare Casper, uno dei lavoratori impiegati nella costruzione del laboratorio di metanfetamine di Gus. Inizialmente nella colluttazione Casper sembra avere la meglio, ma abbassa fatalmente la guardia quando Lalo gli dice che ha incontrato la vedova di Werner Ziegler e che lo ha rintracciato proprio grazie alle informazioni dategli da lei; Lalo quindi azzoppa Casper con un'ascia e si prepara a estorcergli ogni informazione. La sera stessa, Mike ha un amorevole colloquio telefonico con Stacey e la nipotina Kaylee, tenute a loro insaputa sotto sorveglianza dei suoi uomini.
Il mattino seguente, Kim parte per Santa Fe e Jimmy va a comprare una bottiglia di Zafiro Añejo, in vista dell'imminente attuazione del loro sabotaggio; mentre è in fila alla cassa, però, si imbatte casualmente nel giudice in pensione Casimiro, proprio l'arbitro incaricato della mediazione nella class action contro la Sandpiper, e si accorge che questi ha un braccio ingessato. Jimmy ha un sussulto e, dopo una crisi isterica nella sua auto, chiama Kim, in viaggio verso Santa Fe, per dirle che il piano va annullato; malgrado Jimmy la esorti a non rinunciare all'incontro, la moglie non vuole saperne di mandare tutto all'aria e fa inversione per tornare ad Albuquerque e mettere comunque in atto il piano.
- Guest star: Ed Begley Jr. (Clifford Main), Ray Campbell (Tyrus Kitt), Kerry Condon (Stacey Ehrmantraut), Joe DeRosa (Dr. Caldera), Stefan Kapičić (Casper), Josh Fadem (Joey Dixon), Hayley Holmes (Sherry), John Posey (Rand Casimiro), Tina Parker (Francesca Liddy), Lennie Loftin (Genidowski), Sandrine Holt (Cheryl Hamlin), John Ennis (Lenny), Beth Hoyt (Madre di Kim), Katie Beth Hall (Kim Wexler da ragazza), John Hartmann (Mr. Pearson), Karen Maruyama (Giudice Metcalf).

## Piano ed esecuzione
- Titolo originale: Plan and Execution
- Diretto da: Thomas Schnauz
- Scritto da: Thomas Schnauz

### Trama
Mentre Lalo si prepara a sorvegliare dal sistema fognario di Albuquerque la lavanderia Brillante, che, grazie a Casper, ha scoperto essere la copertura per il laboratorio di metanfetamina di Gus Fring, Howard si sta preparando a sua volta per la mediazione nel caso Sandpiper, fissata presso la HHM, con i colleghi di Davis & Main, quelli di Schweikart & Cokely, alla presenza dell'arbitro Casimiro. Contemporaneamente Jimmy e Kim riescono in extremis a riunire di nuovo la troupe per rifare le foto in cui immortalare Jimmy mentre, in un parco pubblico, consegna al loro attore, truccato in modo da sembrare il giudice Casimiro, una busta uguale a quella in cui Jimmy aveva messo i 20 000 dollari, secondo la ricostruzione dell'investigatore di Howard. Una volta sviluppate in tutta fretta le foto e averle bagnate con il liquido eccitante procurato da Caldera, Jimmy le consegna proprio all'investigatore Genidowski, che si scopre essere in realtà un complice di Jimmy stesso. Genidowski porta quindi le foto a Howard, che nel toccarle entra in contatto con la sostanza eccitante, riferendogli di averle scattate quella stessa mattina presto. La mediazione ha inizio, con Jimmy e Kim che ne ascoltano lo svolgimento, avendo ottenuto precedentemente con un ennesimo stratagemma le credenziali per l'accesso da remoto via telefono insieme agli altri querelanti.
Nel frattempo, Lalo registra un video per Don Eladio in cui afferma di essere vivo e di avere scoperto il segreto di Gus. Lalo telefona poi a Hector per comunicargli le novità, ma capisce che il telefono dell'ospizio è intercettato; dopo un iniziale scatto d'ira, Lalo decide di sfruttare la cosa a suo vantaggio e chiama nuovamente lo zio, dicendogli di avere in serbo un piano a sorpresa per far fuori Gus quella notte stessa. La chiamata è effettivamente intercettata da Mike, che riferisce quindi a Gus le intenzioni di Lalo e sposta gli uomini a presidio dei bersagli minori (compresi Saul e Kim e la lavanderia Brillante), per concentrarli sulla protezione di Gus.
Durante la mediazione Sandpiper, Howard riconosce il giudice Casimiro come l'uomo nelle foto fornitegli da Genidowski e lo accusa pubblicamente di aver ricevuto una bustarella quella stessa mattina in un parco pubblico, cadendo in pieno nel tranello tesogli da Jimmy e Kim. Il giudice respinge fermamente le accuse e con sdegno elenca le sue attività della mattinata; Howard lo incalza e dice di essere in possesso delle foto a sostegno dell'accusa, che però nel frattempo sono state sostituite da Genidowski con delle foto in cui Jimmy passa un fresbee a un membro della sua troupe. Howard, con il passare dei minuti, appare in uno stato sempre più alterato a causa della sostanza eccitante con cui è entrato in contatto, il che porta Clifford Main a fargli abbandonare la sala. Mentre Howard cerca disperatamente altre prove senza successo, finisce col rendersi conto che Genidowski è in realtà in combutta con Jimmy, mentre la mediazione, a seguito della scenata di Howard, si conclude senza più alcuna possibilità di alzare la posta per i querelanti e così Cliff è costretto a chiudere subito l'accordo con la Sandpiper per non perdere altri soldi. Jimmy e Kim, una volta ascoltata la conclusione della vicenda e con la prospettiva certa di incassare a breve la quota di Jimmy nell'affare, hanno un rapporto sessuale.
La sera stessa, Howard si presenta a casa di Jimmy e Kim per rinfacciare loro tutte le malefatte ai suoi danni e affermando che, malgrado i dissapori avuti, i due si sono spinti decisamente troppo oltre, rovinandolo così come Jimmy in passato aveva fatto con Chuck. Howard accenna ai numerosi problemi della sua vita privata, incluso il suo matrimonio in crisi, per dimostrare a Jimmy e Kim che anche lui, come tutti, deve far fronte alle avversità della vita, quando improvvisamente irrompe Lalo nell'abitazione, armato di pistola. Jimmy e Kim supplicano subito Howard di andare via, nel tentativo disperato di salvargli la vita, ma Lalo, in un attimo, inserisce il silenziatore nella sua pistola e uccide Howard a sangue freddo, fra lo sgomento e la disperazione dei due.
- Guest star: Mark Margolis (Hector Salamanca), Ed Begley Jr. (Clifford Main), Dennis Boutsikaris (Rich Schweikart), Josh Fadem (Joey Dixon), Julian Bonfiglio (Phil), Hayley Holmes (Sherry), John Posey (Rand Casimiro), Jean Effron (Irene Landry), Jessie Ennis (Erin Brill), Ray Campbell (Tyrus Kitt), Lennie Loftin (Genidowski), John Ennis (Lenny).

## Punta e spara
- Titolo originale: Point and shoot
- Diretto da: Vince Gilligan
- Scritto da: Gordon Smith

### Trama
L'episodio comincia con l'inquadratura di un paio di scarpe sulla riva del mare. Vicino alla riva sono presenti impronte che portano alla macchina di Howard, sul cui cruscotto si trovano una fede e un portafogli lasciati di proposito per inscenarne il suicidio.
Lalo vuole costringere Jimmy ad assassinare Gus e filmare il cadavere con una telecamera per assicurarsi della sua morte. Jimmy tuttavia riesce a convincere Lalo a mandare Kim anziché lui, al fine di allontanarla dal pericolo, e così viene preso in ostaggio al suo posto; Kim, spaventata e titubante, si dirige quindi verso casa di Gus con l'intento di ucciderlo. Nel frattempo, Lalo lega e imbavaglia Jimmy ed esce dall'abitazione. 
Quando Kim arriva a casa di Gus, viene catturata da Mike e i suoi uomini ai quali racconta l'accaduto; mentre Mike si precipita a casa di Jimmy, Gus chiede di parlare telefonicamente con Kim e intuisce dalle sue parole che il vero piano di Lalo è quello di introdursi nella lavanderia Brillante, approfittando della temporanea assenza di Mike. Gus si dirige quindi con due uomini alla lavanderia per anticipare Lalo, il quale però è già arrivato e si appresta a entrare di soppiatto.
Mike trova Jimmy, legato e imbavagliato, e dopo averlo liberato lo rassicura sul fatto che Kim sta bene. Jimmy, a sua volta, lo avverte che Lalo è uscito subito dopo Kim e ciò mette in allerta Mike, in quanto Gus si trova in serio pericolo. Nella lavanderia, Lalo uccide gli uomini della scorta di Gus e, puntandogli la pistola alla testa, costringe quest'ultimo a mostrargli il cantiere del laboratorio nascosto, riprendendo tutto con la sua telecamera per produrre le prove da inviare a Don Eladio. Prima di essere eliminato, Gus chiede e ottiene da Lalo di poter dichiarare nel video tutto il suo odio per Don Eladio e i Salamanca, per poi minacciare che alla fine sarà lui a ucciderli tutti. Mentre Lalo ride divertito a queste parole, Gus stacca con un calcio la presa di corrente a terra e fa andare via la luce. Approfittando della situazione e muovendosi velocemente nel buio, riesce a recuperare la pistola nascosta precedentemente nell'escavatore e ne segue una rapida sparatoria al buio, in cui entrambi i contendenti scaricano le armi. Nel silenzio si sente un rantolo e, una volta riaccesa la luce, Gus si rende conto di aver colpito a morte Lalo, il quale, sanguinante dalla gola, si concede un'ultima risata prima di morire.
Mike raggiunge Gus, anche lui ferito nella sparatoria con Lalo e, accertatosi che il boss non è in pericolo di vita, procede a occuparsi dell'insabbiamento della vicenda con Jimmy e Kim. Egli ha già in mente come inscenare il suicidio di Howard, abbandonando la sua auto in un altro Stato, in riva al mare, con le sue scarpe sulla riva e tracce di cocaina sui sedili. La salma viene spostata dentro il frigorifero di Jimmy e Kim al fine di trasportarla senza destare sospetti. Istruisce quindi Jimmy e Kim, gli ultimi ad aver visto Howard vivo, su quanto dovranno dire alla polizia, che altro non è che un logico epilogo del loro piano ai danni del collega. Mike, quindi, seppellisce i cadaveri di Lalo e Howard in una buca scavata sotto il laboratorio, non prima, però, di aver recuperato le scarpe, la fede e il portafoglio di Howard, ovvero gli stessi oggetti comparsi all'inizio dell'episodio.
- Guest star: Ray Campbell (Tyrus Kitt), Harrison Thomas (Lyle), Jeremiah Bitsui (Victor)

## Divertimento
- Titolo originale: Fun and Games
- Diretto da: Michael Morris
- Scritto da: Ann Cherkis

### Trama
La mattina dopo l'omicidio di Howard, Jimmy e Kim riprendono la loro quotidiana vita lavorativa, mentre contemporaneamente Mike e i suoi uomini sono nel loro appartamento a ripulire la scena del delitto. Tornati a casa, i due decidono di trascorrere la notte in un motel, dove Jimmy cerca di rassicurare Kim che avrebbero presto dimenticato ciò che è accaduto, con quest'ultima che rimane distesa sul letto ad ascoltare in silenzio e con lo sguardo perso nel vuoto.
Gus Fring è convocato da Don Eladio alla presenza di Bolsa, Hector e dei suoi nipoti gemelli in quanto Hector lo ha apertamente accusato di aver ucciso Lalo e di stare tramando contro il cartello. Tuttavia, Hector non ha prove di quanto effettivamente avvenuto e Gus riesce a convincere facilmente il boss che le accuse nei suoi confronti sono false. Al termine dell'incontro gli viene affidata l'intera zona nord del Nuovo Messico (sempre rendendo conto a Bolsa) pur se Don Eladio ha percepito nello sguardo di Fring l'odio nei confronti di Hector. Gus incontra Mike e lo incarica di trovare subito un ingegnere e una nuova squadra di operai per riprendere la costruzione del laboratorio di metanfetamine. La sera stessa, Mike decide di informare il padre di Nacho della morte del figlio; nonostante assicuri al signor Varga che giustizia sarà presto fatta contro i Salamanca, ormai sgominati, il padre di Nacho afferma che quella promessa da Mike non è la giustizia, ma solo un'inutile vendetta.
Jimmy e Kim partecipano con riluttanza alla cerimonia di commemorazione organizzata alla HHM in memoria di Howard; qui vengono a sapere da Rich che la HHM non esisterà più, in quanto dopo la morte di Howard lo studio ha subito un ridimensionamento definitivo che ne ha modificato anche il nome in Brookner Partners. I due vanno poi a porgere le condoglianze alla vedova di Howard, Cheryl, che li affronta a muso duro chiedendo la verità su suo marito. Jimmy prima riferisce quanto già detto alla polizia, ovvero che Howard si era presentato in stato di alterazione da loro, quindi Kim afferma che un anno e mezzo prima aveva visto con i suoi stessi occhi Howard assumere cocaina da solo nel suo studio. La vedova, in lacrime, crede alla menzogna di Kim: il segreto di Jimmy e di sua moglie resta così al sicuro, ma al prezzo della compromissione definitiva della memoria del defunto Howard, oltre che dello scioglimento dello studio legale cui lui e Chuck avevano dedicato la loro vita.
Si tratta di un duro colpo per Kim, che, incapace di perdonare sé stessa per quanto successo ad Howard, decide di rinunciare alla sua carriera di avvocato; quando Jimmy lo viene a sapere si precipita a casa solo per scoprire che Kim ha già fatto le valigie per lasciarlo. In lacrime, Kim afferma di amare Jimmy, ma di essersi anche resa conto di quanto male abbiano fatto loro due insieme e di quanto siano tossici l'uno per l'altra. Inoltre, la donna confessa di aver saputo più di un mese prima da Mike che Lalo fosse vivo, ma di non avergli detto nulla perché ciò lo avrebbe portato a cercare un modo per mettersi al sicuro e, di conseguenza, non avrebbero potuto continuare il loro progetto contro Howard, cosa che, per sua stessa ammissione, la stava divertendo moltissimo.
Tempo dopo, Jimmy ha ormai completato la sua trasformazione nel cinico Saul Goodman: vive in una sfarzosa e pacchiana abitazione (la stessa smantellata nel prologo del primo episodio della stagione), conduce una vita dissoluta e il suo ufficio è ormai brulicante di piccoli criminali delle più basse estrazioni sociali.
- Guest star: Mark Margolis (Hector Salamanca), Ed Begley Jr. (Clifford Main), Steven Bauer (Don Eladio), Javier Grajeda (Juan Bolsa), Dennis Boutsikaris (Rich Schweikart), Peter Diseth (Bill Oakley), Luis Moncada (Marco Salamanca), Daniel Moncada (Leonel Salamanca), Sandrine Holt (Cheryl Hamlin), Reed Diamond (David), Tina Parker (Francesca Liddy), Juan Carlos Cantu (Manuel Varga), Arye Gross (Giudice Gabriel Dearden).

## Nippy
- Titolo originale: Nippy
- Diretto da: Michelle MacLaren
- Scritto da: Alison Tatlock

### Trama
A Omaha, Saul prosegue la sua vita sotto le mentite spoglie di Gene Takavic. Gene, mentre appende dei manifesti per la scomparsa del suo fantomatico cane Nippy, incontra un'anziana signora con la quale socializza. Mentre la aiuta a superare la neve con la carrozzina elettrica, taglia di nascosto i fili di quest'ultima, così da convincere la signora a farlo entrare in casa sua. Quando rincasa il figlio della signora, si rivela essere il tassista che aveva riconosciuto Jimmy/Saul, un ragazzo di nome Jeff, che si mostra molto diffidente. Usciti di casa, Jeff affronta Jimmy, dicendogli che gli basterebbe una sola telefonata per farlo scomparire, ma l'ex-avvocato gli fa notare come Jeff non abbia realmente intenzione di farlo, perché ciò che vuole è "entrare nel gioco", vale a dire arricchirsi (seppur con metodi senza scrupoli), e conoscendo la sua vera identità, sa che nessuno meglio di Saul Goodman può iniziarlo a quel mondo. I due allora concludono un accordo: Jeff non rivelerà nulla e Jimmy lo aiuterà organizzando un colpo.
Nel frattempo Gene, finito il suo turno di lavoro al Cinnabon, si reca nella sala della sicurezza del centro commerciale in cui lavora, portando una busta contenente due dolci per i due vigilanti, Nick e Frank; è un gesto di ringraziamento per averlo soccorso dopo il suo svenimento. Gene ripete lo stesso gesto e socializza con le guardie, tanto da diventare loro amico. In realtà, il tutto si rivela una bieca manipolazione in pieno stile Saul Goodman: lo scopo di Gene è semplicemente creare una routine che distragga Frank dagli schermi delle telecamere di sicurezza, cronometrando ogni volta il tempo in cui riesce a tenerlo occupato.
Jimmy si incontra con Jeff per preparare il colpo, che consiste nel rubare alcuni capi di abbigliamento griffati dal centro commerciale. Il piano è studiato nei minimi particolari: Jimmy riproduce uno spazio delle stesse dimensioni del negozio per far allenare Jeff a non sforare il tempo limite; inoltre, gli raccomanda di rubare solo tre unità di ciascun capo. In questo modo, al negozio non ci si accorgerà del furto fino al prossimo inventario. Quando Jeff esprime le sue perplessità riguardo al piano, Jimmy, per mostrare la sua affidabilità, gli racconta di un professore di chimica che si recò da lui completamente al verde, e che dopo un anno aveva guadagnato una montagna di soldi.
All'esecuzione del colpo, fingendo un errore di consegna, Jimmy fa introdurre Jeff nel magazzino nascosto in una cassa poco prima della chiusura del centro commerciale; si reca poi da Frank, dolcetti alla mano. Jeff inizia ad arraffare quanto concordato, finché, mentre sta prendendo gli ultimi capi, scivola sul pavimento appena lucidato e batte la testa, rimanendo a terra esanime. Gene, che è rivolto verso gli schermi, si accorge di tutto e, preso dal panico, improvvisa quella che sembra solo una patetica scena strappalacrime per distrarre ulteriormente Frank. Gene confessa di non avere più nessuno che lo ami, né i suoi genitori, né suo fratello, né una moglie.
Lo stratagemma di Jimmy va a buon fine: Jeff si rialza e conclude il colpo come previsto. Il giorno seguente, Jimmy, Jeff e il suo complice si incontrano nel garage della vecchia signora; Jimmy li avverte che hanno compiuto un'azione irreversibile, e che oramai qualsiasi tentativo di denunciarlo incastrerà anche loro due. Nella scena finale, Gene si reca nel negozio di abbigliamento derubato e, preso dall'evidente nostalgia che questo colpo ha risvegliato in lui, compone uno sgargiante ed eccentrico vestito tipico di Saul Goodman; ma dopo essersi visto allo specchio vestito così, decide di non comprarlo e abbandona il negozio.
- Special guest star: Carol Burnett (Marion).
- Guest star: Pat Healy (Jeff), Jim O'Heir (Frank), Kelsey Scott (Kathy Deutsch), Max Bickelhaup (complice di Jeff).

## Breaking Bad
- Titolo originale: Breaking Bad
- Diretto da: Thomas Schnauz
- Scritto da: Thomas Schnauz

### Trama
Nel 2008, Saul è legato, imbavagliato e incappucciato nel camper-laboratorio di Walter White e Jesse Pinkman, che lo stanno portando nel deserto per intimidirlo allo scopo di far assolvere Badger. Preso dal panico e credendoli uomini del cartello messicano, Saul chiede ai due se sia Lalo a mandarli e dice che è tutta colpa di Ignacio Varga. Una volta liberato, Saul è nel camper con Walt e Jesse e rimane affascinato dal loro spirito imprenditoriale e dalla loro professionalità chimica, nonostante i mezzi limitati. Il giorno dopo, Mike Ehrmantraut si reca nell'ufficio dell'avvocato, dandogli delle informazioni su Walter White e consigliandogli vivamente di stare alla larga dal professore, affermando che è un dilettante che causerà soltanto guai. Nonostante le raccomandazioni di Mike, Saul è visibilmente affascinato da Walt e conta di poterlo plasmare come una propria creatura. Difatti, si reca al liceo J.P. Wynne per instaurare la collaborazione con Walter. 
Nel presente, a Omaha, il 12 novembre 2010 Gene, da una cabina telefonica, riesce a telefonare ad Albuquerque alla sua ex-segretaria Francesca, che lo mette al corrente della situazione: Walter White è morto e sua moglie Skyler ha accettato il patteggiamento, mentre l'auto di Jesse Pinkman è stata ritrovata al confine con il Messico; pertanto, Saul è rimasto il principale ricercato e tutti i suoi averi sono stati sequestrati. Francesca lo informa anche di aver ricevuto la telefonata di Kim Wexler, che le ha chiesto di lui. Gene chiude la telefonata con Francesca non prima di averle fornito indicazioni per recuperare in quel luogo una borsa piena di denaro e si mette poi in contatto con una compagnia in Florida, nella quale lavora Kim; il contenuto della conversazione è sconosciuto, ma l'esito della telefonata è negativo, tanto che Jimmy prende a calci la cabina telefonica.
Gene decide di organizzare una nuova truffa insieme a Jeff. Jimmy adesca dei ricchi uomini d'affari in un bar facendoli ubriacare, così Jeff li riporta a casa in taxi, offrendogli dell'acqua contenente barbiturici durante il viaggio. A quel punto il terzo complice, Buddy, entra in casa delle vittime, addormentate dalla droga, e fotografa documenti, carte di credito e informazioni sui loro conti correnti. Le truffe, che risvegliano il Saul Goodman che è in lui, vanno a gonfie vele, finché Buddy si rifiuta di raggirare un uomo malato di cancro: Gene va su tutte le furie, affermando che anche i malati di cancro possono essere cattive persone, e decide di licenziare Buddy e concludere lui stesso il colpo, nonostante l'effetto della droga sia ormai quasi svanito. Dunque, si introduce nell'abitazione dell'uomo, sfondando la porta a vetri. 
- Special guest star: Bryan Cranston (Walter White), Aaron Paul (Jesse Pinkman), Carol Burnett (Marion).
- Guest star: Pat Healy (Jeff), Tina Parker (Francesca Liddy), Max Bickelhaup (Buddy), Kevin Sussman (Signor Lingk), Devin Ratray (Alfred Hawthorne Hill).

## Impianto d'irrigazione
- Titolo originale: Waterworks
- Diretto da: Vince Gilligan
- Scritto da: Vince Gilligan

### Trama
Nel 2004, Kim si trova nello studio di Saul Goodman per firmare le pratiche del loro divorzio, quest'ultimo si mostra emotivamente distaccato dalla vicenda. Uscita dall'ufficio, viene avvicinata da Jesse Pinkman, che ha accompagnato il suo amico Emilio e cugino di Krazy-8 dall'avvocato. Jesse riconosce Kim, visto che aveva difeso il suo amico e spacciatore Combo, e gli chiede se Saul sia una persona di cui fidarsi e un bravo avvocato. Kim risponde che, quando lei lo conosceva, lo era. 
Nel presente in bianco e nero, Kim Wexler si è trasferita a Titusville, Florida, ricostruendo la propria vita, con un nuovo compagno e un nuovo lavoro in una compagnia di irrigatori. È proprio nel suo ufficio che riceve la telefonata di Gene Takavic: Kim è infastidita e gli ripete che dovrebbe costituirsi, ma quest'ultimo rifiuta categoricamente, ricordando alla ex-moglie che anche lei avrebbe molto da confessare. La donna chiude la telefonata in maniera secca e in ansia.
Presa dai sensi di colpa, Kim torna ad Albuquerque e consegna, sia in tribunale sia alla vedova di Howard Hamlin, un documento con l'intera confessione di quanto fatto da lei e Jimmy e di quanto realmente avvenuto, dai loro tentativi di diffamazione, all'omicidio per mano di Lalo, fino all'occultamento della salma di Howard. Essendo stata insabbiata ogni prova che sostenga quanto Kim ha raccontato, non c'è possibilità che lei venga processata, ma decide comunque di confessare per rispetto verso la vedova Cheryl. Rientrando verso l'aeroporto, Kim scoppia in una crisi di pianto.
Saul è in casa dell'uomo d'affari malato di cancro, ancora narcotizzato; dopo aver ottenuto le sue informazioni bancarie, si lascia prendere dall'avidità e decide di rubare degli orologi. Jeff è fuori ad aspettarlo, ma innervosito dall'attesa, prolungata dal temporaneo risveglio dell'uomo, e dalla presenza di una volante in sosta dietro di lui, decide di scappare tamponando una macchina parcheggiata e venendo fermato dagli agenti, così da distrarli e permettere a Saul di allontanarsi. Ore dopo, Jeff telefona a Gene dalla centrale di polizia, dicendogli di essere stato accusato del furto degli orologi intanto denunciato dall'uomo d'affari, e gli chiede di recarsi lì per pagare la sua cauzione. Saul acconsente e decide di avvertire Marion, ma si tradisce tranquillizzandola sul fatto che il sistema cauzionario di Omaha sia più semplice di quello di Albuquerque.
Gene si reca a casa di Marion per accompagnarla alla centrale di polizia, ma quest'ultima, insospettita dalle sue conoscenze legali, ha fatto delle ricerche in rete scoprendo la sua vera identità e il suo passato ad Albuquerque. Ormai scoperto, Gene intima Marion di non chiamare la polizia, arrivando a minacciarla. Quando però Marion gli dice che si fidava di lui, Gene ha un ripensamento e l'anziana ne approfitta per attivare il segnalatore di emergenza, dicendo all'operatrice di essere minacciata dal fuggitivo Saul Goodman. Mentre l'operatrice contatta la polizia, Gene/Saul si dà alla fuga.
- Special guest star: Aaron Paul (Jesse Pinkman), Carol Burnett (Marion).
- Guest star: Pat Healy (Jeff), Tina Parker (Francesca Liddy), Sandrine Holt (Cheryl Hamlin), Kevin Sussman (Sig. Lingk), Alvin Cowan (Glenn), Marcuis W. Harris (Poliziotto 1), Jesse Bush (Poliziotto 2).

## Conviene salutare Saul
- Titolo originale: Saul Gone
- Diretto da: Peter Gould
- Scritto da: Peter Gould

### Trama
L'ultimo episodio della serie inizia dalla traversata del deserto di Jimmy e Mike nel 2004, nel momento in cui i due finalmente trovano una cisterna di acqua non potabile. Mentre si idratano, Jimmy chiede a Mike dove andrebbe se avesse una macchina del tempo; Mike risponde che tornerebbe a quando, come poliziotto, ha ricevuto la prima mazzetta per rifiutarla, per poi andare nel futuro a verificare se le persone a lui care staranno bene. Jimmy invece afferma che userebbe la macchina del tempo per investire in un affare vantaggioso i soldi che sta trasportando e diventare miliardario; Mike quindi lo fa riflettere sul fatto che il suo primo pensiero è stato il guadagno personale e null'altro.
Nel presente in bianco e nero, a Omaha, Saul Goodman fugge dalla casa di Marion, ma viene scoperto e arrestato dalla polizia in un cassonetto dei rifiuti mentre tenta disperatamente di contattare ancora Ed l'estrattore. Saul sceglie il suo vecchio rivale Bill Oakley come assistente legale, ma non come avvocato, dato che decide di difendersi da sé. In un confronto con il gruppo di avvocati federali incaricati del suo caso, questi elencano a Saul i numerosi capi d'accusa per i crimini da lui commessi come collaboratore dell'impero criminale di Walter White (incluso il favoreggiamento nell'omicidio degli agenti Hank Schrader e Steve Gomez), per una sentenza totale di 190 anni più ergastolo; il procuratore capo George Castellano si dice però favorevole a una pena ridotta a 30 anni. A questo punto Saul chiede che anche Marie Schrader partecipi al colloquio, quindi dispiega le sue doti persuasive pronunciando un'arringa in cui si presenta come vittima di Walt, affermando di averlo aiutato solo perché minacciato e costretto contro la sua volontà. Nessuno dei presenti si fa ingannare, ma Saul ricorda a Castellano che gli basta convincere anche un solo membro della giuria popolare per essere scagionato. Nonostante il parere contrario di Marie, Saul negozia quindi un patteggiamento per soli sette anni e mezzo di carcere, scegliendo personalmente la prigione in cui sconterà la pena; al termine dei negoziati viene a sapere che Kim ha già confessato tutta la verità sulla morte di Howard Hamlin, che egli voleva usare come ulteriore risorsa per un trattamento ancor più vantaggioso. Saul è palesemente colpito dal fatto che Kim abbia deciso di farsi avanti spontaneamente, seguendo la propria coscienza.
Un altro flashback riporta l'episodio a nove mesi prima, ai tempi della penultima puntata di Breaking Bad, mentre Saul e Walt attendono nascosti le indicazioni di Ed l'estrattore per le loro nuove identità. Mentre Walt cerca di riparare le tubature dello stanzino in cui si trovano, Saul chiede anche a lui cosa farebbe con una macchina del tempo; Walt risponde che, dato che una macchina del tempo è scientificamente impossibile, in realtà l'avvocato intenda chiedergli se ha dei rimpianti, e così racconta a Goodman di come Elliott e Gretchen Schwartz lo avessero estromesso dalla società che lui aveva fondato con loro. Avendo ricevuto la stessa domanda da Walt, Saul invece afferma che tornerebbe ai tempi in cui una truffa che praticava frequentemente nella sua città natale Cicero, ovvero farsi investire dalle auto mentre faceva skate sul ghiaccio, lo aveva portato a rompersi un ginocchio, il tutto solo per prendere soldi dal guidatore e pagarsi la scuola per baristi; Walt, incredulo, afferma che allora Saul "è sempre stato così" (intendendo un truffatore sprovveduto).
Nuovamente nel presente, Saul viene estradato ad Albuquerque e dice a Bill Oakley di come al processo intenda fornire altre informazioni sulla morte di Howard coinvolgendo anche Kim (che nel frattempo in Florida ha ripreso a lavorare come avvocatessa volontaria), la quale, avvertita dalla procuratrice Eriksen, si reca al tribunale di Albuquerque nel giorno dell'udienza. Saul si presenta al processo con i suoi tipici abiti sgargianti e, dunque, chiede alla giudice la parola. A questo punto, inaspettatamente, Saul non rende la dichiarazione concordata per ottenere una condanna breve, bensì confessa tutti i suoi crimini senza edulcorarli: dall'aver assistito Walter White in maniera determinante, rimarcando come senza di lui l'impero di Heisenberg sarebbe crollato da sé in breve tempo e verosimilmente senza mietere altrettante vittime (tra cui Hank e Gomez), all'aver causato la morte di Howard col suo piano per distruggerlo (discolpando così Kim), concludendo con l'accusarsi anche del suicidio di suo fratello Chuck dopo avergli fatto perdere tutto ciò che aveva. Saul termina la sua confessione affermando di chiamarsi James McGill.
Il terzo e ultimo flashback mostra Jimmy nel 2002, la sera precedente gli eventi del primo episodio della serie, intento a portare la spesa a Chuck, confinato in casa a causa della sua elettrosensibilità. Dopo aver colto l'insoddisfazione di Jimmy per la sua carriera di avvocato minore, Chuck gli offre prima sostegno per i suoi casi e, al rifiuto del fratello, cerca di convincerlo che è sempre possibile cambiare strada nella propria vita. Jimmy mostra di non accettare i consigli di Chuck e gli offre la spesa, che include anche il libro La macchina del tempo di H. G. Wells.
Nel presente, Jimmy si trova su un pulmino della polizia diretto al carcere federale di massima sicurezza ADX Montrose assieme ad altri detenuti; questi lo riconoscono e lo acclamano col coro Better Call Saul, essendo lui stato per anni difensore proprio di quei criminali da tutti considerati irrecuperabili, come loro. La sua detenzione si svolge quindi con compagni che gli forniscono rispetto assoluto. In carcere, Jimmy riceve la visita di Kim, che si è presentata come suo avvocato grazie alla tessera dell'albo che aveva ancora con sé: i due condividono una sigaretta e un momento in compagnia, come erano soliti fare in passato. Jimmy è stato condannato a 86 anni di prigione, preferendo scontare finalmente la pena per tutto ciò che ha fatto piuttosto che uscire dopo sette anni soltanto per vivere di nuovo in solitudine.
Nella scena finale, Kim si allontana dal carcere trattenendo le lacrime e rivolgendo un ultimo sguardo verso Jimmy, che la saluta mimando gli spari con le dita, suo gesto caratteristico.
- Special guest star: Bryan Cranston (Walter White), Betsy Brandt (Marie Schrader), Michael McKean (Chuck McGill), Carol Burnett (Marion).
- Guest star: Barbara Rosenblat (Giudice Samantha Small), Peter Diseth (Bill Oakley), Julie Pearl (Suzanne Ericsen), Stephen Conrad Moore (Sceriffo), Rusty Schwimmer (Avvocatessa volontaria), Bob Jesser (George Castellano).